# 다구마촌
다구마촌(田隈村)은 일본 후쿠오카현 사와라군에 설치되었던 촌이다. 후쿠오카시에 편입되어 현재는 사와라구, 조난구 및 니시구의 일부가 되었다.